# Mannön
Mannön är en ö i Luleå kommun, belägen i södra delen av Lule skärgård, söder om Kunoön. Rosvik ligger i närheten.

Ön ligger nära Alhamn och fungerade tidigt som fårbete åt Ersnäsborna. I samband med skeppsbyggeriet fick Mannön bofast befolkning i början av 1800-talet. Det var Mattias Jönsson Thurfjell som flyttade hit från Alvik och som blev anfader till släkten Thurfjell i Luleå, utan samband med den äldre borgerliga släkten Turdfjæll.